# Kōhei Miyazaki
Kōhei Miyazaki (jap. 宮崎光平 Miyazaki Kōhei; ur. 6 lutego 1981 w Yamadze) – japoński piłkarz występujący na pozycji pomocnika.

## Kariera klubowa
Od 1999 do 2014 roku występował w klubach Sanfrecce Hiroszima, Avispa Fukuoka, Montedio Yamagata i Tokushima Vortis.